# Katedra w Udine
Katedra Zwiastowania Najświętszej Maryi Panny (wł. Cattedrale di Santa Maria Annunziata) – rzymskokatolicka świątynia znajdująca się we włoskim mieście Udine, siedziba archidiecezji Udine.

## Historia
Budowę kościoła pod wezwaniem św. Odoryka rozpoczęto w 1236 roku za sprawą Bertolda, patriarchy Akwilei, na miejscu starszej świątyni pw. św. Hieronima. Jego następca, Gregorio z Montelongo, zdecydował się na powiększenie projektu oraz włączenie do niego zachowanej absydy kościoła św. Hieronima. W 1257 odnotowano pierwsze uroczystości odprawiane w nowym budynku. 16 czerwca 1335 patriarcha Bertrand z St. Genesius poświęcił kościół pod wezwaniem Matki Bożej Większej. 
Budowla została poważnie uszkodzona podczas trzęsienia ziemi 25 stycznia 1348, w trakcie odbudowy wzmocniono ściany i wzniesiono nowe baptysterium, a w 1366 roku wybudowano fasadę wg projektu Pierpaola dalle Masegnego. W latach 1441–1450 dawne baptysterium nadbudowano i przekształcono w wysoką na 48 m dzwonnicę. 
W 1707 roku, na zlecenie rodu Maninów, rozpoczęto przebudowę katedry, nad którą nadzór objął wkrótce Abbondio Stazio wspomagany przez Carpofora Mazzettiego Tencallę. W 1710 rozebrano kaplice boczne otaczające prezbiterium, a ołtarz główny przesunięto na zachód. W latach 1714–1717 prace trwały wg projektu Domenica Rossiego. 18 kwietnia 1735 katedrę konsekrował pod obecnym wezwaniem patriarcha Daniel II Dolfino. Od 1751 roku jest siedzibą archidiecezji Udine. 
Podczas renowacji fasady w 1909 roku wyodrębniono jej średniowieczną część od późniejszych dobudówek, zmieniono kształt okien na ostrołukowe i wykonano dwa neogotyckie portale. W 1926 nad wejściem dodano baldachim, a w 1953 wybudowano schody prowadzące do katedry. 18 stycznia 1941 budynek wpisano na listę zabytków narodowych.

## Architektura i wyposażenie
Świątynia gotycko-barokowa. Ołtarz główny wykonał w latach 1716–1718 Giuseppe Torretti, który jest również autorem figur Zwiastowania Pańskiego i bł. Bertranda. Dekorację malarską kopuły sporządził Louis Dorigny, jej obecny wygląd jest wynikiem prac restauratorskich z 1965 roku. Stalle pochodzą z lat 1720–1721. Ołtarze w transepcie, poświęcone Imieniu Maryi i Imieniu Jezus, wykonał w 1718 Giuseppe Pozzo. Nad głównym wejściem do katedry zainstalowano posąg konny Danielego Antoniniego z 1617 roku, przypisywany Girolamowi Paleariemu. Dwuprospektowe organy pochodzą z XVI wieku, obecny wygląd uzyskały podczas renowacji w XVIII wieku; składają się z 4 manuałów, pedału i 63 głosów. W 2021 roku instrument wyremontowano.

### Strona północna
Kaplicę św. Marka zdobi ołtarz z 1744 roku Giorgia Massariego, fresk sufitowy autorstwa Andrei Urbaniego oraz dwa obrazy z ok. 1615 roku, wykonane przez Maffea Veronę, które pierwotnie miały być elementami skrzydeł zamykających organy. Ołtarz Giovanniego Martiniego z 1501 roku poświęcony jest świętym: Szczepanowi, Janowi Chrzcicielowi, Markowi Ewangeliście, Hieronimowi, Hermagorasowi, Antoniemu Wielkiemu i bł. Bertrandowi, predellę wykonał z kolei w 1744 roku Gian Domenico Ruggeri. Kaplicę św. Jerzego zdobi bogato dekorowane sklepienie z 1742 roku i ołtarz główny z lat 1500–1501, przechowywane są w niej również relikwie bł. Bertranda. Ołtarz w kaplicy Madonna della Divina Provvidenza pochodzi z 1720 roku. Tzw. kaplicę Relikwii planowano pierwotnie dla przechowywania szczątków bł. Bertranda, zdobi ją m.in. kwadraturowe sklepienie, popiersie papieża Piusa IX, posągi świętych: Grzegorza i Kwiryna, drewniany krucyfiks z 1473 roku oraz dwie XVIII-wieczne płaskorzeźby.

### Strona południowa
Rokokową dekorację malarską kaplicy Najświętszego Sakramentu oraz wygląd ołtarza pw. Zmartwychwstania Pańskiego sporządził Giovanni Battista Tiepolo. Kolejne kaplice noszą za patronów świętych: Jana Chrzciciela i Eustachego oraz Hermagorasa i Fortunata. Ołtarz w kaplicy św. Trójcy również wykonał Tiepolo. Do dzisiejszych czasów przetrwała jedna ściana średniowiecznej kaplicy Arcolonianich, dekorowana freskami z końca XIV wieku i początku XV wieku. Ambonę wykonał w 1742 roku Giuseppe Torretti.

## Galeria

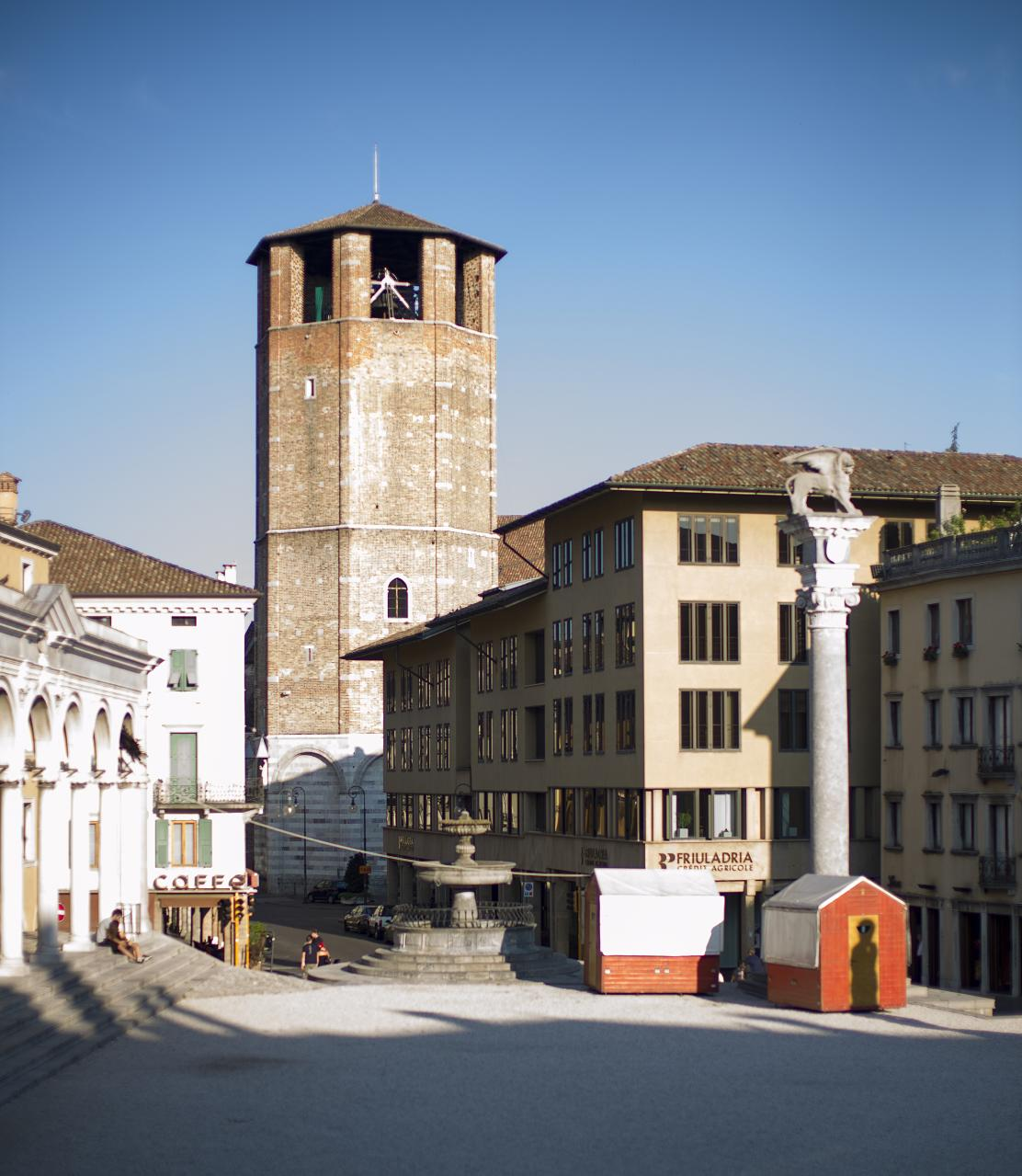
Dzwonnica
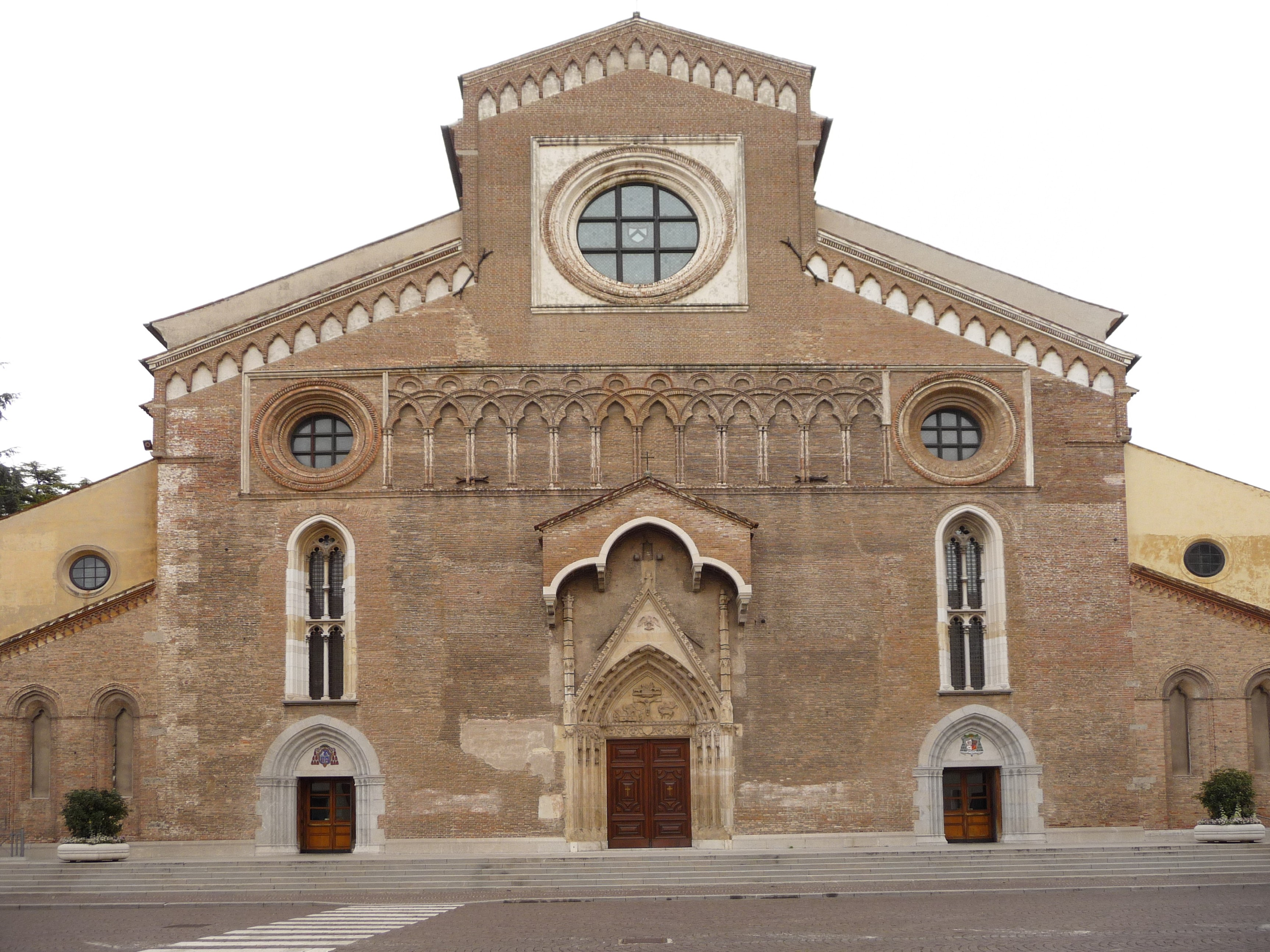
Fasada
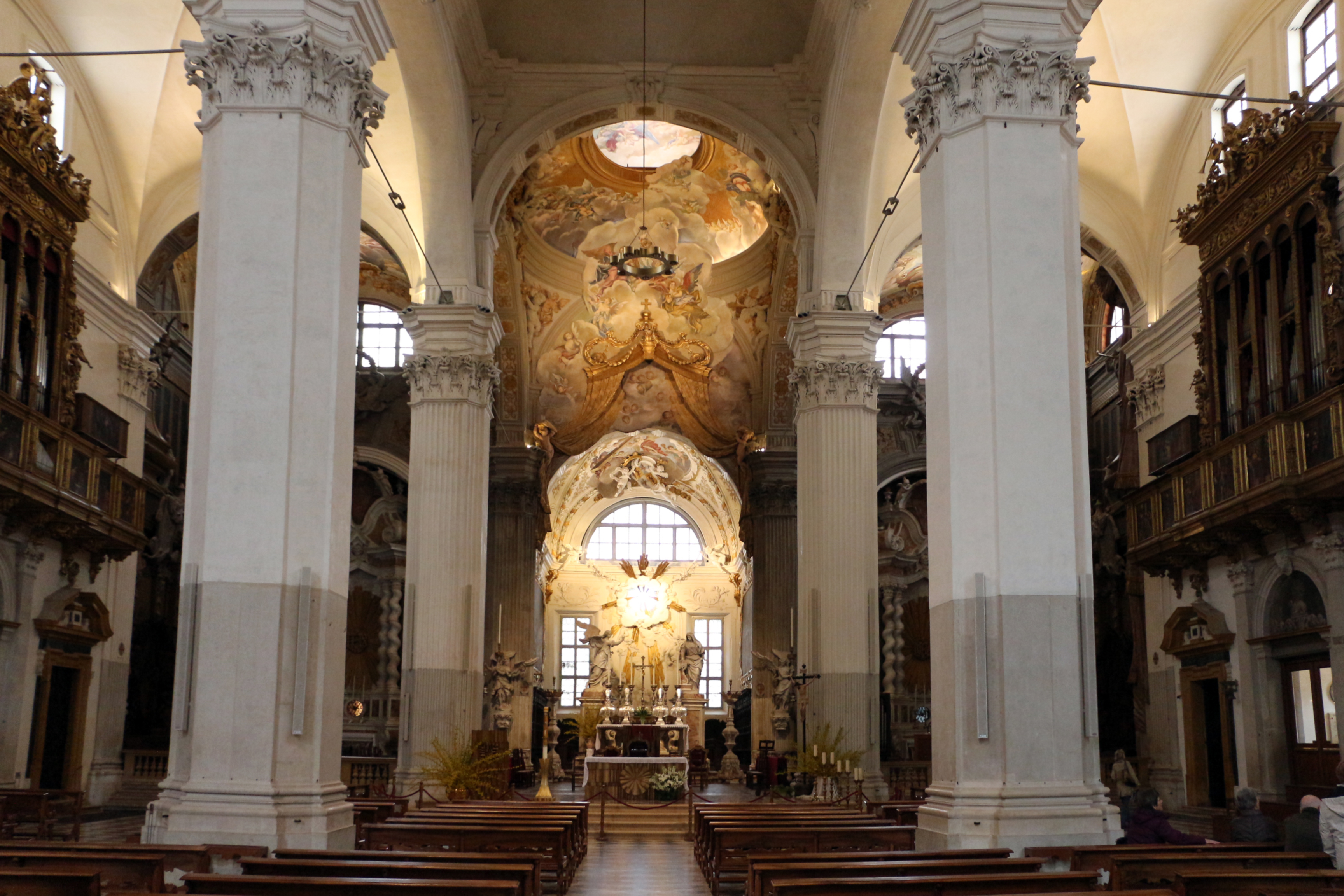
Wnętrze
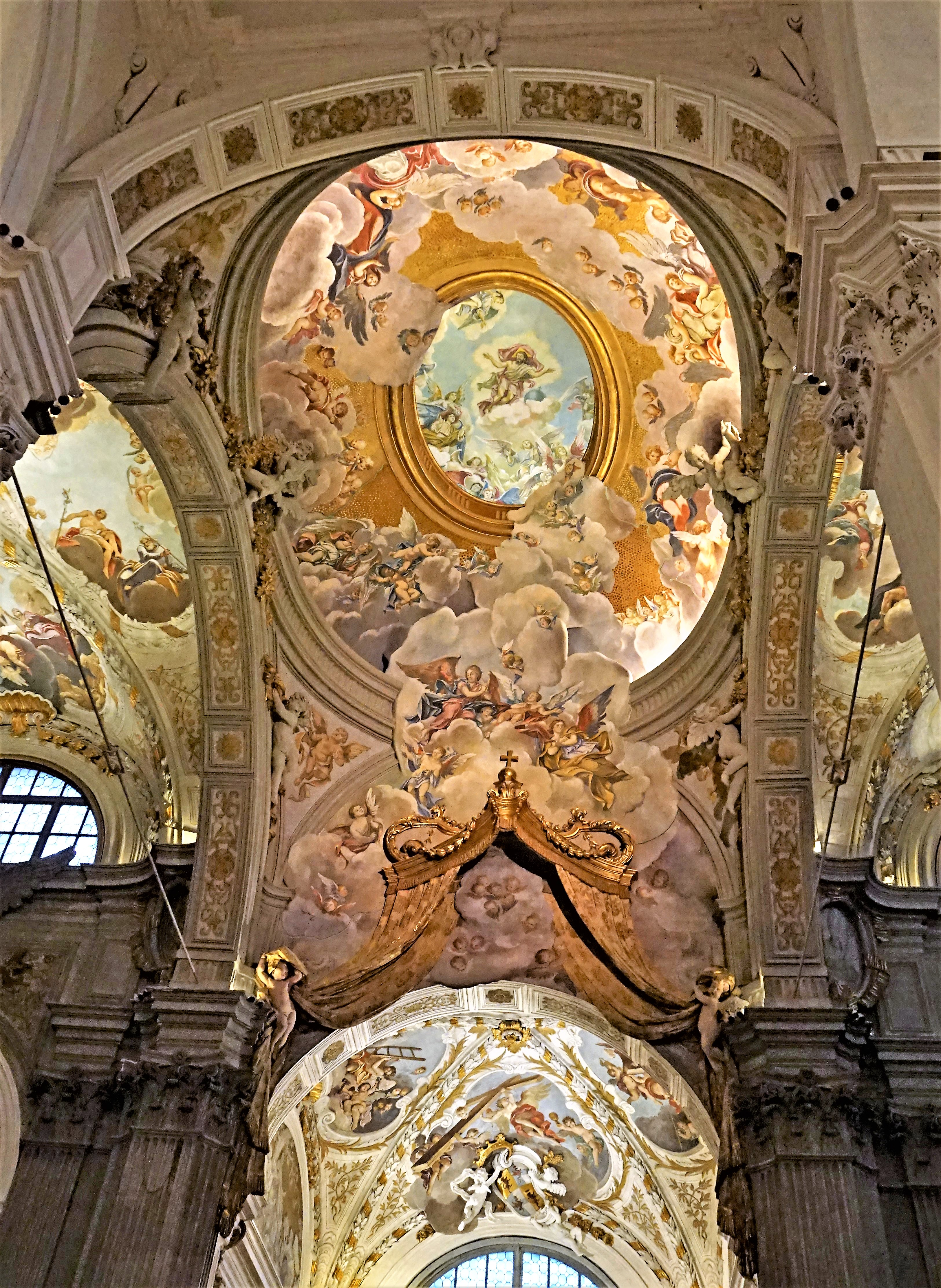
Freski na sklepieniach
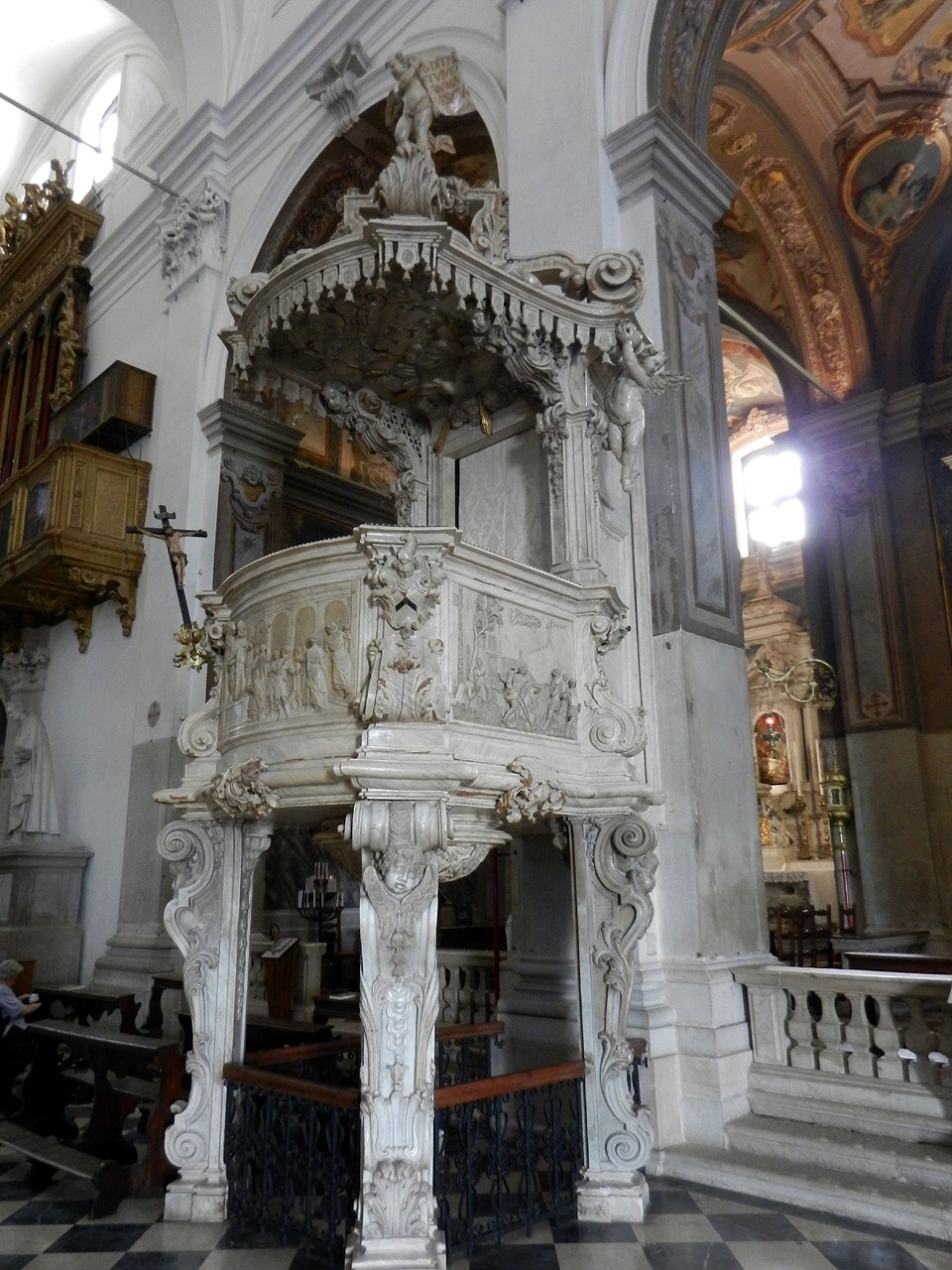
Ambona
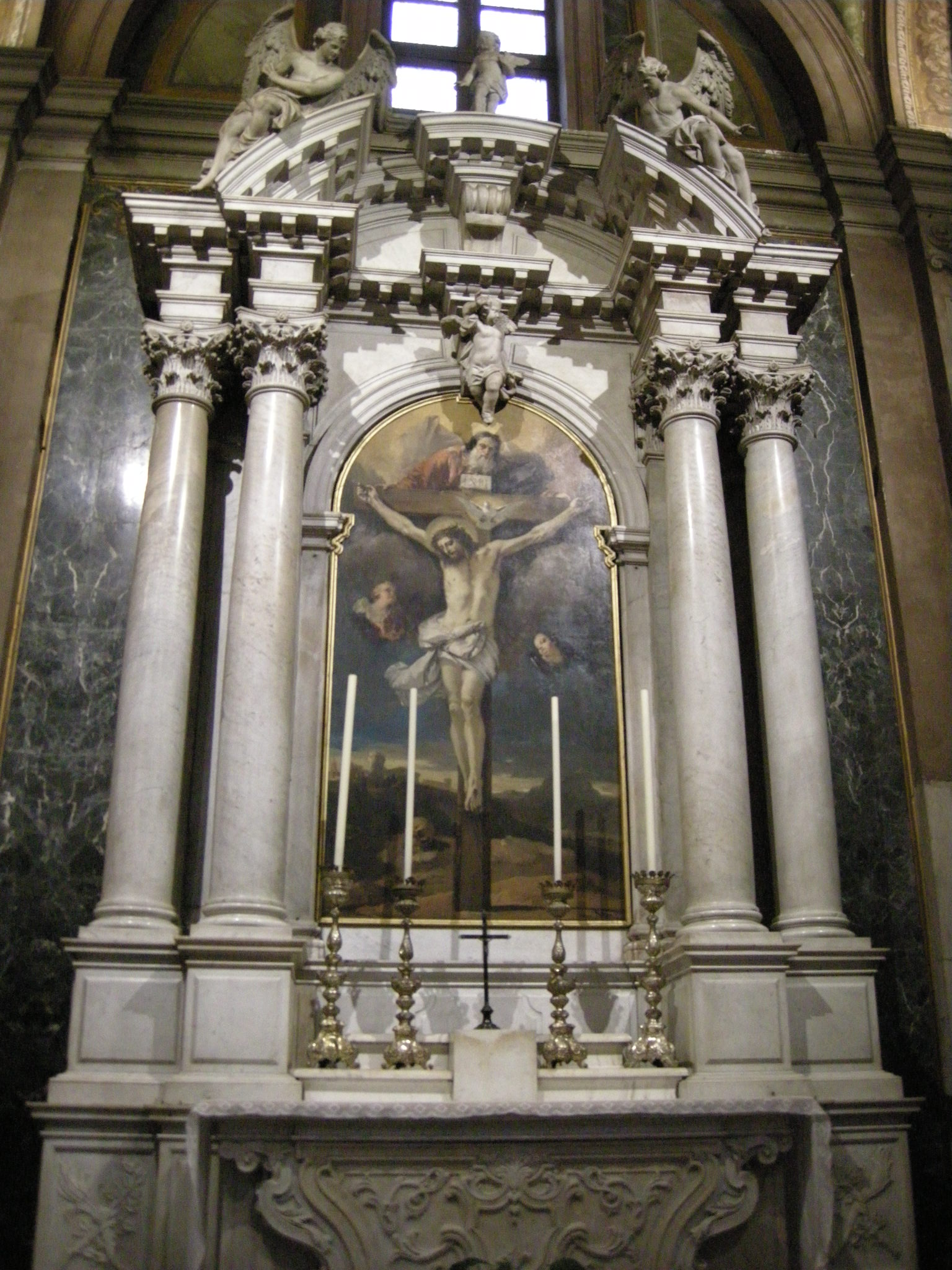
Ołtarz św. Trójcy z obrazem G.B. Tiepola